# Villa Fiorito
Villa Fiorito, es una ciudad ubicada en el noroeste del Partido de Lomas de Zamora, en la zona sur del área metropolitana de Buenos Aires (AMBA). Esta localidad es lindera con la Ciudad Autónoma de Buenos Aires, estando separadas entre sí por el río Matanza-Riachuelo. El acceso que une a Villa Fiorito y la capital argentina es el Puente de la Noria. 
Fue declarada ciudad en el año 1995 por el intendente Bruno Tavano y posee más de un siglo de historia.  
Habitada también por inmigrantes italianos, quienes trajeron al barrio la Virgen de Nuestra Señora de la Abundancia. Grupos de españoles provenientes de Galicia también llegaron en los 40. En la actualidad la inmigración proviene de los países limítrofes como Bolivia y Paraguay, además también de Chile lo que transforma a Fiorito en un crisol de culturas. El barrio está creciendo con nuevos asfaltos, y el entubamiento del arroyo Unamuno. Además posee un centro comercial con la mayor diversidad de rubros en la zona.
Hay un proyecto de ley para la creación del Partido de La Ribera, conformado con tierras del actual partido de Lomas de Zamora. Para ello se crearía la ciudad de La Noria a partir de la unificación de Villa Fiorito con Ingeniero Budge.
Además, En Villa Fiorito, la calle Azamor 523 fue declarada "Lugar histórico nacional" (firmado por Alberto Fernández, presidente de aquel momento de la República Argentina) por ser la principal vivienda de la infancia de Diego Maradona.

## Geografía

### Población
Su población en el último censo era de 42,904 habitantes (Indec, 2001), siendo la 5.ª unidad más poblada del partido, con un 7,3% del total.

## Lugareños
Las siguientes personas famosas nacieron o vivieron durante su infancia y adolescencia en Villa Fiorito:
- Diego Maradona (1960-2020): futbolista y entrenador. Campeón del mundo con la selección de Argentina en 1986. Nacido circunstancialmente en Lanús Oeste, pero criado en su infancia en esta localidad.
- Héctor Yazalde (1946-1997): futbolista, internacional con la selección argentina de fútbol en el Mundial de Alemania 1974.
- Claudio García (1963-): exfutbolista de Huracán, Racing Club y la selección argentina, entre otros.
- Antonio Ríos (1954-): músico y cantante popular. Nacido en La Escondida, provincia del Chaco.
- Raúl "Richard" Rosales: músico. Guitarrista de la banda tropical Ráfaga.
- Ulises Piñeyro: músico y rapero. Exintegrante del grupo tropical Red y actual integrante de Ráfaga.
- Facundo Medina (1999-): futbolista profesional, actual jugador del Lens y de la selección argentina.
- Mariano De La Canal (1998-): Conocido como el "Fan" de Wanda, se hizo popular en ShowMatch el programa que conduce Marcelo Tinelli.
- Eva Carolina Quattrocchi, conocida artísticamente como Eva De Dominici: Actriz y modelo argentina de renombre internacional, se encuentra brillando en la industria del cine estadounidense, actualmente rodando la película “Balls Up”, Mark Wahlberg.